# 张德芹
张德芹（1973年9月—），贵州仁怀人，汉族，中国共产党党员。中华人民共和国政治人物、第十三届全国人民代表大会贵州省代表。现任中国贵州茅台酒厂（集团）有限责任公司党委书记、董事长，贵州茅台酒股份有限公司党委书记。

## 生平
1991年9月进入贵州工学院轻工系发酵工程专业学习。1995年进入茅台酒厂工作，历任制酒五车间技术员、团支部书记、副主任，贵州茅台制酒二车间主任，总经理助理，茅台集团总经理助理兼茅台习酒党委副书记、董事长、总经理，茅台集团副总经理。2022年任习酒集团党委书记、董事长，2024年任茅台集团党委书记、董事长，贵州茅台酒股份有限公司党委书记。张德芹于2010年至2018年任习酒董事长期间曾推出窖藏1988、君品习酒，将习酒打造成高端品牌。
2018年，张德芹被选为贵州省出席第十三届全国人民代表大会代表。